# Cephalophyllum regale
Cephalophyllum regale är en isörtsväxtart som beskrevs av L. Bol. Cephalophyllum regale ingår i släktet Cephalophyllum och familjen isörtsväxter. Inga underarter finns listade i Catalogue of Life.